# Wolseley 6/99
Les Wolseley 6/99 et 6/110 constituèrent les ultimes représentantes de la grande automobile au sein du constructeur britannique Wolseley. Leur dessin, confié à la maison Pininfarina, fut retravaillé par les ateliers stylistiques de la British Motor Corporation. Ces véhicules, partageant une plateforme commune, furent également déclinés sous les marques Austin, sous l'appellation A99 Westminster, et Vanden Plas, comme Princess 3-Litres. La production s'amorça en 1959. Une modernisation substantielle intervint en 1961, s'accompagnant d'un changement de dénomination. La Wolseley, rebaptisée 6/110, perdura au catalogue jusqu'à son extinction en 1968.
Les voitures ont également été commercialisées au Danemark sous le nom de Wolseley 300.
 

À la même époque, BMC commercialisa deux autres gammes de véhicules dessinées par Farina : l’Austin A40 Farina, de format compact, et la Wolseley 15/60, de gabarit moyen, ainsi que ses dérivés. Bien que leur apparence fût similaire, cette dernière ne partageait aucune tôle de carrosserie et fort peu d’autres organes avec son aînée de plus grande dimension.

## Wolseley 6/99
La première génération des carrosseries Farina de grand gabarit fut inaugurée par l’Austin A99 Westminster, imminemment suivie par la Wolseley 6/99 en 1959, laquelle se substitua à l’antérieure 6/90. Ces modèles recelaient une mécanique identique : le propulseur à six cylindres en ligne de 2,9 litres (2 912 cm³) de la Série C, développant une puissance de 102 ch (76 kW) grâce à son double carburateur S.U., également en usage sur l’Austin-Healey 3000.
Bénéficiant d’une architecture classique, la suspension conjuguait à l’avant des triangles superposés et des ressorts hélicoïdaux, associés à une barre antiroulis. À l’arrière, un essieu rigide était suspendu par des ressorts à lames semi-elliptiques. L’ensemble freinage comportait des disques Lockheed de 273 mm à l’avant et des tambours de 254 mm à l’arrière, le tout assisté par un servodépresseur.
L’habitacle de la Wolseley se distinguait de celui de son homologue Austin par un niveau de finition supérieur, marqué par un appoint somptuaire. La planche de bord, de même que les panneaux de portes, étaient ornés de plaquages en bois précieux, méticuleusement vernis. La sellerie, intégralement réalisée en cuir, garnissait les deux sièges individuels avant ainsi que la banquette arrière, cette dernière étant pourvue d’un accoudoir central escamotable. Une sélection de teintes unies ou bicolores était offerte au client.
À propos des exemplaires de la Wolseley 6/99, de facture anglaise et par conséquent pourvus d’une conduite à gauche, qui furent expédiés au Canada, ils se distinguaient par l’adoption d’un dispositif de transmission manuelle à quatre rapports, monté en saillie directe sur le plancher de l’habitacle. Ce levier actionnait un mécanisme d’overdrive, un équipement identique en tout point à celui qui équipait alors les modèles Austin-Healey 100/6 et 3000.

En 1959, le magazine The Motor procéda à l’expertise d’une Austin Six/99 équipée d’un overdrive. Les essais permirent d’enregistrer une vélocité maximale de 157 km/h et une accélération de 0 à 97 km/h en 14,4 secondes. Sa frugalité en régime de croisière fut quantifiée à 12,0 L/100 km. Sur le marché britannique, le véhicule, muni de la susdite option, était commercialisé au prix de 1 254 livres sterling, incluant l’impôt de 369 livres. 

## Wolseley 6/110
La Wolseley 6/110 supplanta la 6/99 en 1961. L’empattement fut accru de 5,08 cm, et les sièges, subtilement reconfigurés, procurèrent un surcroît d’espace aux genoux des occupants arrière, évalué à 7,62 cm comparativement à son aînée. La mécanique, bien que demeurée identique en sa constitution, fut recalibrée pour développer une puissance de 120 ch. Sur les versions pourvues d’une transmission manuelle, le levier de vitesses fut délogé de la colonne de direction pour être implanté au plancher. La direction assistée Hydrosteer, à rapport variable, et un système de climatisation figuraient au nombre des options disponibles à compter de juillet 1962.

Le modèle Mark II fut introduit en 1964. Il se distinguait par un écran de dimension plus réduite, d’une diagonale de 33 cm, et par l’offre en option d’une transmission à quatre rapports couplée à un overdrive. La production de la Mark II s’éteignit en mars 1968. Seule la déclinaison Austin connut une succession directe, au travers de l’Austin 3-Litres, laquelle ne rencontra point les faveurs du public et demeura en fabrication jusqu’en 1971. Les versions haut de gamme, badgées Wolseley et Vanden Plas, furent bien développées jusqu’au stade de prototypes, mais leur carrière ne dépassa jamais ce état expérimental.

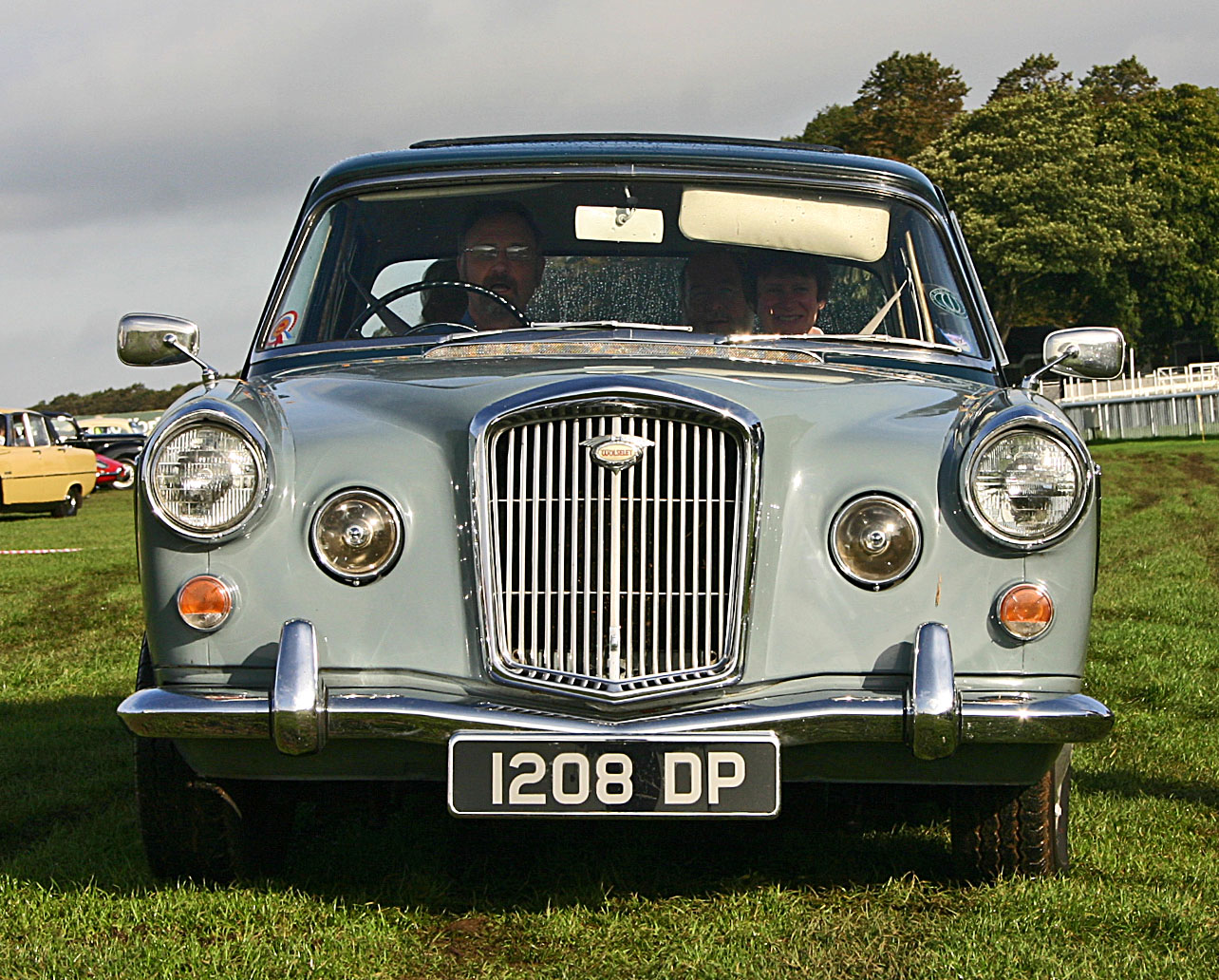
Wolseley 6/110 Mark II
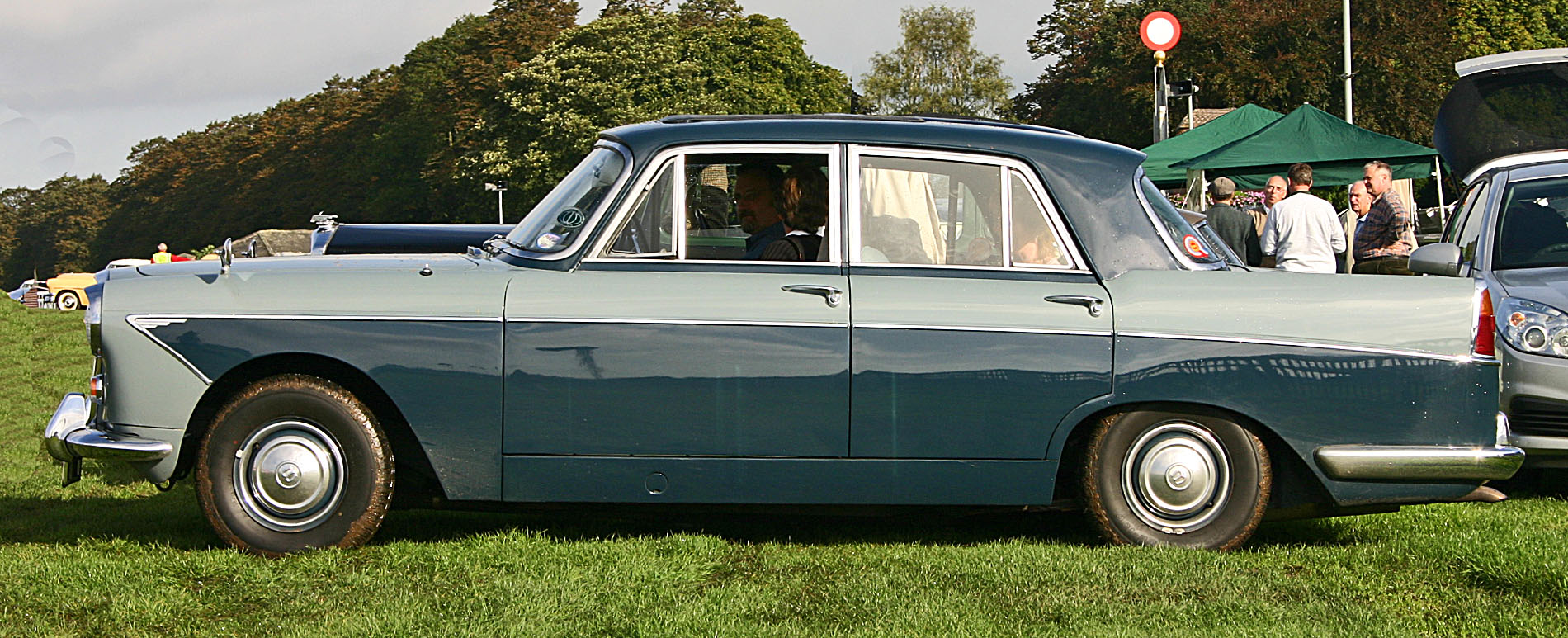
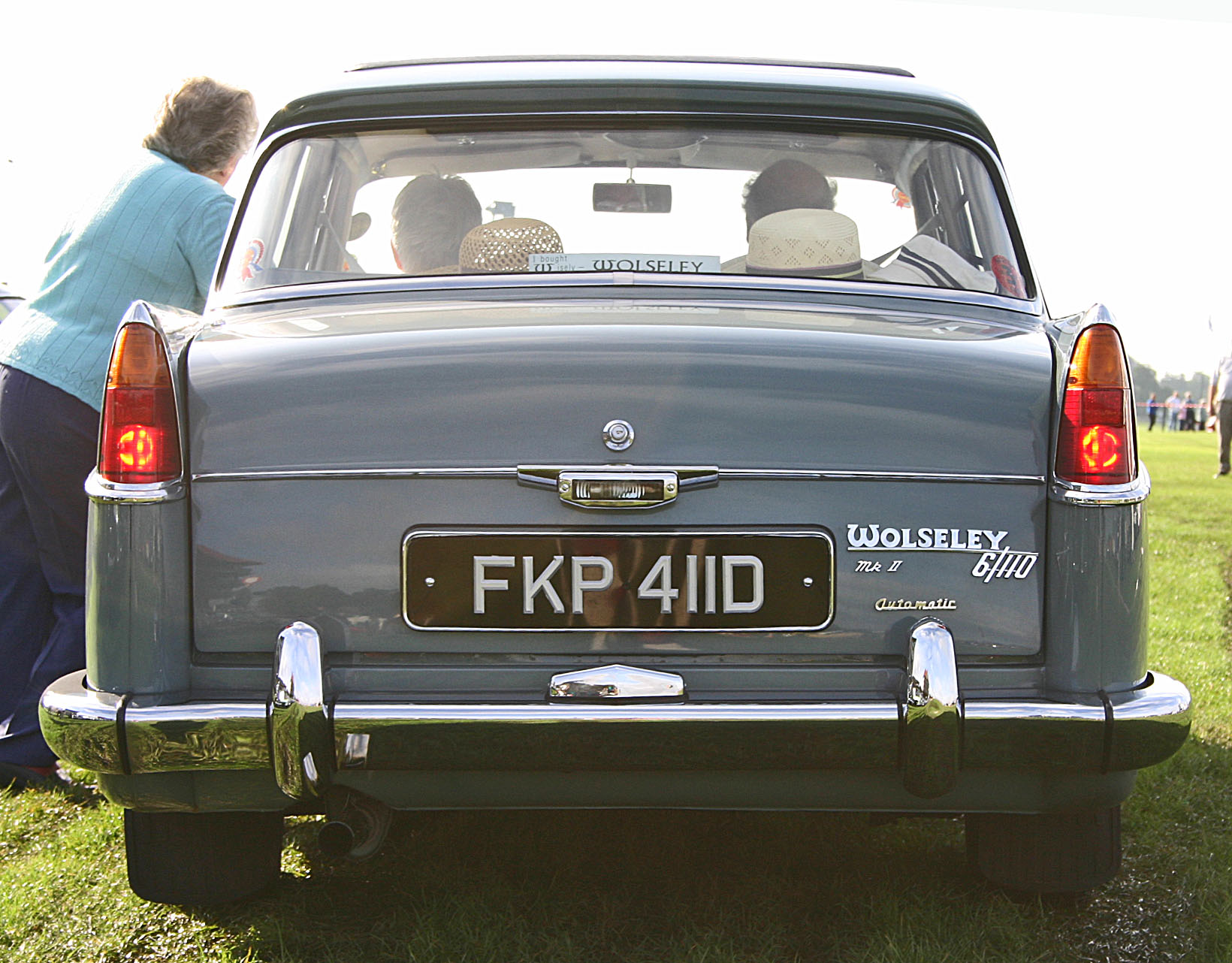